# Хронологија Народноослободилачке борбе јун 1942.
Хронолошки преглед важнијих догађаја везаних за Народноослободилачку борбу народа Југославије, који су се десили током јуна месеца 1942. године:
| ← мај | ← мај | ← мај | ← мај | ← мај | ← мај | ← мај | ← мај | ← мај | Хронологија Народноослободилачке борбе у 1942. | Хронологија Народноослободилачке борбе у 1942. | Хронологија Народноослободилачке борбе у 1942. | Хронологија Народноослободилачке борбе у 1942. | Хронологија Народноослободилачке борбе у 1942. | Хронологија Народноослободилачке борбе у 1942. | Хронологија Народноослободилачке борбе у 1942. | Хронологија Народноослободилачке борбе у 1942. | Хронологија Народноослободилачке борбе у 1942. | Хронологија Народноослободилачке борбе у 1942. | Хронологија Народноослободилачке борбе у 1942. | Хронологија Народноослободилачке борбе у 1942. | Хронологија Народноослободилачке борбе у 1942. | Хронологија Народноослободилачке борбе у 1942. | Хронологија Народноослободилачке борбе у 1942. | јул → | јул → | јул → | јул → | јул → | јул → | јул → |
| 1     | 2     | 3     | 4     | 5     | 6     | 7     | 8     | 9     | 10                                             | 11                                             | 12                                             | 13                                             | 14                                             | 15                                             | 16                                             | 17                                             | 18                                             | 19                                             | 20                                             | 21                                             | 22                                             | 23                                             | 24                                             | 25    | 26    | 27    | 28    | 29    | 30    | 31    |

### 2. јун
- Јаке четничке снаге, преко масива Дурмитора, извршиле концентричан напад на положаје Трећег шумадијског батаљона Друге пролетерске ударне бригаде у Добром долу. Искористивши густу маглу, вејавицу и ноћ, оне су изненадиле партизане, брзо их одбациле с положаја и заузеле Добри до, избивши на око 10 километара од партизанске болнице. Енергичним противнападом, у току ноћи 2/3. јуна Први црногорски батаљон Прве пролетерске ударне бригаде и делови Првог ужичког и Трећег шумадијског батаљона Друге пролетерске бригаде одбацили су четнике према селу Провалији и поново овладали Добрим долом. У овој тешкој борби, убијено је 20 и заробљено 17 четника, док су партизанске снаге имале 20 погинулих и рањених бораца. Заплењена је и већа количина наоружања и друге војне опреме. За успех у овој борби Врховни штаб НОП и ДВЈ је похвалио Штаб дурмиторских трупа, на челу са Петром Ћетковићем.[1]

### 4. јун
- Први партизански пилоти Фрањо Клуз и Руди Чајавец извршили своје прве борбене задатке. Фрањо Клуз и механичар-стрелац Ивица Митрачић, авионом „Потез 25” су бомбардовали непријатељске положаје у Орахови, код Босанске Градишке и једну колону усташке Црне легије, која се кретала у правцу Међеђе, код Босанске Дубице. Руди Чајавец (1911—1942) и Милутин Јазбец (1916—1942), авионом „Бреге 19” су изнад Бања Луке бацали летке, а потом су бомбардовали усташки аеродром Залужани, у близини града. Од стране противавионске одбране су били погођени, па је рањени Чајавец морао принудно да слети у близини села Кадињана, код Лакташа. Након принудног слетања, на територију коју су контролисали четници, Чајавец је извршио самоубиство да не би био заробљен, док је Јазбец успео да умакне, али су га ухватиле усташе и као дезертера стрељале у Загребу.[2][3][4]

### 5. јун
- У околини Фоче, наредбом Врховног штаба НОП и ДВЈ, формирана Трећа пролетерска санџачка ударна бригада. У састав бригаде су ушли борци из Пљеваљског и Бјелопољског партизанског одреда, Златарског батаљона и Милешевске чете. На дан формирања бригада је имала пет батаљона, са око 960 бораца. Командни састав бригаде су чинили — Владимир Кнежевић командант, Велимир Јакић политички комесар, Миле Перуничић заменик команданта, Рифат Бурџовић заменик политичког комесара и Ратко Мартиновић начелник Штаба. Бригада је за заслуге у току Народноослободилачког рата одликована Орденом народног хероја.[5][6][7]

### 8. јун
- Код села Лепеница, на планини Мотајици Пролетерски батаљон Босанске крајине водио тешке борбе против немачког фолксдојчерског батаљона „Принц Еуген”, делова четничког Борјанског одреда  и једног вода домобрана. У овим борбама Пролетерски батаљон је био готово разбијен, па је од 215 остало само 118 бораца. Већи део руководства је страдао у борбама или је приликом пробијања био заробљен и касније убијен. Током борбе је погинуо Данко Митров (1919—1942), командант Четвртог крајишког одреда, док су заробљени и касније убијени — Здравко Челар и Есад Миџић, командант и политички комесар Пролетерског батаљона и Новак Пивашевић, командант Трећег батаљона Четвртог крајишког одреда. Непосредно пре ових борби, 6. јуна су страдали Бранко Тубић (1920—1942), политички комесар Друге козарске чете Пролетерског батаљона и Фадил Шерић (1914—1942), борац овог батаљона. Сви погинули руководиоци батаљона су проглашени за народне хероје.[2][8][9][10][11][12][13]

### 10. јун
- На Зеленгори, наредбом Врховног штаба НОП и ДВЈ, формирана Четврта пролетерска црногорска ударна бригада. У састав бригаде су ушли борци из делова Ловћенског, Зетског, Комског и Дурмиторског партизанског одреда. На дан формирања бригада је имала пет батаљона, са око 1.100 бораца. Командни састав бригаде су чинили — Пеко Дапчевић командант, Митар Бакић политички комесар, Бошко Ђуричковић заменик политичког комесара и Милентије Поповић руководилац Политодјела. Бригада је за заслуге у току Народноослободилачког рата одликована Орденом народног хероја.[5][14][7]
- У селу Мала Ремета, код Ирига, у борби против групе немачких војника погинуо Бошко Палковљевић Пинки (1920—1942), један од најистакнутијих сремских партизана. Међу првим борцима из Војводине, 25. октобра 1943. године, проглашен је за народног хероја.[15]

### 11. јун
- У селу Смријечну, код Плужина, наредбом Врховног штаба НОП и ДВЈ, формирана Пета пролетерска црногорска ударна бригада. У састав бригаде су ушли борци из три батаљона Никшићког и једног батаљона Зетског партизанског одреда. На дан формирања бригада је имала четири батаљона, са око 900 бораца. Командни састав бригаде су чинили — Сава Ковачевић командант, Радомир Бабић политички комесар, Велимир Терзић заменик команданта и Блажо Јовановић заменик политичког комесара. Бригада је за заслуге у току Народноослободилачког рата одликована Орденом народног хероја.[5][16][17]
- На стратишту Грамозна јама у Љубљани у знак одмазде за убиство једног фашисте стрељана седморица талаца — Антон Тртник (1908—1942), Јоже Цимерман (1922—1942), Франц Муровец (1923—1942), Максимилијан Хвалец (1923—1942), Александер Матјажич (1923—1942), Франц Зелник (1910—1942) и Антон Жерјал Тончек (1915—1942), народни херој. Жерјал је био један од руководилаца технике ЦК КП Словеније и ухапшен је средином маја 1942. у околини Љубљане.[18]

### 27. јун
- У селу Угарцима, код Требиња, четници стрељали троје истакнутих руководилаца Народноослободилачког покрета из Херцеговине — Драгицу Правицу (1919—1942), секретара Среског комитета СКОЈ-а за Требиње и члана Окружног комитета КПЈ за јужну Херцеговину; Радета Правицу (1912—1942), члана Среског комитета КПЈ за Требиње и Стеву Братића (1913—1942). Они су били заробљени од четника у току Треће непријатељске офанзиве и након тешког мучења су били стрељани. Драгица Правица је након рата проглашена за народног хероја.[19][20][21]